# Juhani Aho
Juhani Aho (11. září 1861 Lapinlahti – 8. srpen 1921 Helsinky), vlastním jménem Johannes Brofeldt, literárním jménem Siltanen, Jussi nebo jen zkráceně J.S-n, byl novinář a první finský profesionální spisovatel, ve své době jeden z nejznámějších ve Skandinávii. Specializoval se na krátké příběhy takzvané „hobliny“ (finsky lastu). Čerpal z finského folklóru, ale jeho tvorba nebyla provinciální a odrážela v sobě moderní literární hnutí té doby, především realismus. Překládal díla Alexandera Kiellanda, Alphonse Daudeta, Selmy Lagerlöfové, Victora Huga, Maurice Maeterlincka a jiných.

## Životopis
Juhani Aho se narodil v Lapinlahti Theodorovi Brofeldtovi a Emmě Snellmanové. V roce 1884, kdy byl jeho otec jmenován farářem v Iisalmi, se rodina přestěhovala na faru ve Vieremä. Matkou byl vychováván v přísném duchu pietismu. V letech 1872–1880 studoval v Kuopiu a v roce 1880 nastoupil na Helsinskou univerzitu, kde do roku 1884 studoval klasické jazyky a historii, školu však opustil bez promoce.
Nejznámější Ahova díla jsou romány Pastorova dcera a Pastorova žena. První byl ovlivněný norskou realistickou školou, druhý pobytem v Paříži.
V době svých studijních let začal pracovat jako novinář a následující desetiletí přispíval do mnoha novin. V roce 1886 dělal spolu se svým bratrem Pekkou Brofeldtem redaktora novin Keski-Suomi, v letech 1887–1889 pracoval pro noviny Savo a v roce 1889 se přidal k zakladatelům Päivälehti.
V letech 1889–1890 žil v Paříži. Tehdejší francouzskou morálku soužití muže a ženy a další rozdíly v myšlení tehdejších Finů a Pařížanů popisuje v románě Pastorova žena.
V letech 1893–1903 byl členem Uusi Kuvalehti. V roce 1897 se s rodinou přestěhoval do Tuusuly, jež přitahovala mnoho umělců, spisovatelů a prominentů z finského kulturního života, jakými byli například J. H. Erkko, Pekka Halonen, Eero Järnefelt nebo Jean Sibelius.
Roku 1911 Ahovi vyšel realisticko-romantický román Juha, který byl později ve Finsku několikrát zfilmovaný, naposledy také režisérem Akim Kaurismäkim.
Byl ženatý s umělkyní Venny Soldan-Brofeldtovou, s níž měl dvě děti, Anttiho a Heikkiho. Ze vztahu s Matildou (Tilly) Soldan, Vennyinou sestrou, měl syna Björna. Jeho vnučka byla fotografka Claire Aho, průkopnice finské barevné fotografie.

## Dílo
- Seznam děl v Souborném katalogu ČR, jejichž autorem nebo tématem je Juhani Aho
- 1883 – Tenkrát, když otec koupil lampu (Siihen aikaan kun isä lampun osti)
- 1884 – Železnice (Rautatie)
- 1885 – Pastorova dcera (Papin Tytär)
- 1886 – Kaarnajärnvský pán (Hellmannin herra, česky 1905)
- 1889 – Do Helsinek (Helsinkiin)
- 1890 – Osamělý (Yksin)
- 1891 – Hobliny (Lastuja) (díl I., II., III., IV., V., VI.)
- 1892 – Nové hobliny (Uusia lastuja)
- 1893 – Pastorova žena (Papin rouva)
- 1894 – Psanci (Maailman murjoma, česky 1909)
- 1897 – Panu
- 1901 – Aatteiden mies
- 1901 – Tutkimus taudin syistä
- 1905 – Aantii Ahlström
- 1906 – Jaro a pozdní zima (Kevät ja takatalvi)
- 1906 – Minkä mitäkin Italiasta
- 1907 – Ortel (Tuomio)
- 1908 – Minkä mitäkin Tyrolista
- 1911 – Eläimiä
- 1911 – Juha
- 1912 – Maisemia
- 1912 – Sasu Punanen a jiné hobliny (Sasu Punanen ja muita lastuja)
- 1913 – Obrazy a fikce z finské historie 1–3 (Kuvia ja kuvitelmia Suomen historiasta 1–3)
- 1914 – Svědomí (Omatunto)
- 1916 – Poustevník míru (Rauhan erakko)
- 1918–1919 – Hajamietteitä kapinaviikoilta
- 1919 – Rakkautta
- 1920 – Vzpomínáš? (Muistatko?)
- 1921 – Lohilastuja ja kalakaskuja
- 1921 – Kootut lastut
- 1918–1922 – Kootut teokset i-x
- 1953 – Valitut teokset
- 1974 – Lastuja

## Překlady do češtiny
- Blázen radil (Narrin neuvo). Besedy Času 5, 1900, 8, s. 114. Přel. Jaroslav Rokycana.

- Bláznova rada (Narrin neuvo). Večery 1912, 34, 24. 8., s. 263.
- Býk a mraveniště (Härkä ja muurahaiset). Právo lidu 10, 1901, 160, s. 1–2. Přel. O. S. Vetti (Alois Koudelka).
- Dvě čudské povídky (Maailman murjoma – Kuinka mkinä heräsin). Otto, Praha 1898. Přel. O. S. Vetti (Alois Koudelka).
- Elli (Papin tytär – Papin rouva).  Nakladatelské družstvo Máje, Praha 1926. Přel. K. Turnwald.
- Jízda domů (Kotiin). Český svět 16, 1919–1920, 25, s. 11–16. Přel. K. V. Rypáček.
- Kaarnajärvský pán (Hellmannin herra). Tisk družst. ČSSDSD, Praha 1905.
- Kniha o Finsku (Katajainen kansani). Otto, Praha 1901. Přel. O. S. Vetti (Alois Koudelka).
- Kolonista (Uudisasukas). In Na táčkách u cizích spisovatelů. Povídky. Benediktinská knihtiskárna, Brno 1910, s. 111–116. Přel. O. S. Vetti (Alois Koudelka).
- Letní sen (Kesäinen unelma). Lidové noviny 20, 1912, 211, příl., s. 5–6.
- Matti a jeho pevnost. Rovnost 28.8.1915, 434, s. 3. Přel. J. Vl. Fürst.
- Nes svůj kříž (kokoelmasta Lastuja IV). Vlast 42, 1925–1926, 1, s. 29–31, 2, s. 68–70. Přel. O. S. Vetti (Alois Koudelka).
- Neznámí hrdinové (Kaksi sankaria). Lidové noviny 20, 1912, 309, příl., s. 5.
- Novoosídlenec (Uudisasukas). Svět v obrazech 1974, 15, s. 20. Přel. Marta Hellmuthová.
- Osada. Besedy Času 19, 1914, 1, s. 4–5. Přel. J. Dohnal.
- Osamělý (Yksin). Kamila Neumannová, Praha 1912. Přel. Ivan Schulz.
- Ostrov zapomnění. Svět v obrazech 1971, 36, s. 9. Přel. MS (Marie Stoklasová).
- Pastorova dcera – Pastorova žena (Papin tytär – Papin rouva). F. Topič, Praha 1940 (2 painosta). Přel. Ivan Schulz.
- Pomsta pralesa (kokoelmasta Lastuja). In PALLAS, Gustav. Mistři novelistiky světové. Seveřané. Otto, Praha 1921, s. 439–456. Přel. O. S. Vetti (Alois Koudelka).
- Psanci (Maailman murjoma). Výb. ČSSDSD, Praha 1909.
- Rada šaška (Narrin neuvo). Rovnost 19.5.1906, 115, příl., s. 9. Přel. M.N.
- Šaškova rada (Narrin neuvo). Právo lidu 9, 1900, 110, příl., s. 2.
- Věrnost (Uskollinen). Český svět 9, 1912–1913, 25, s. 14; 26, s. 24; 27, s. 25–26. Přel. J. Dohnal.